# Prosopocera forchhammeriana
Prosopocera forchhammeriana là một loài bọ cánh cứng trong họ Cerambycidae.